# Újpécs

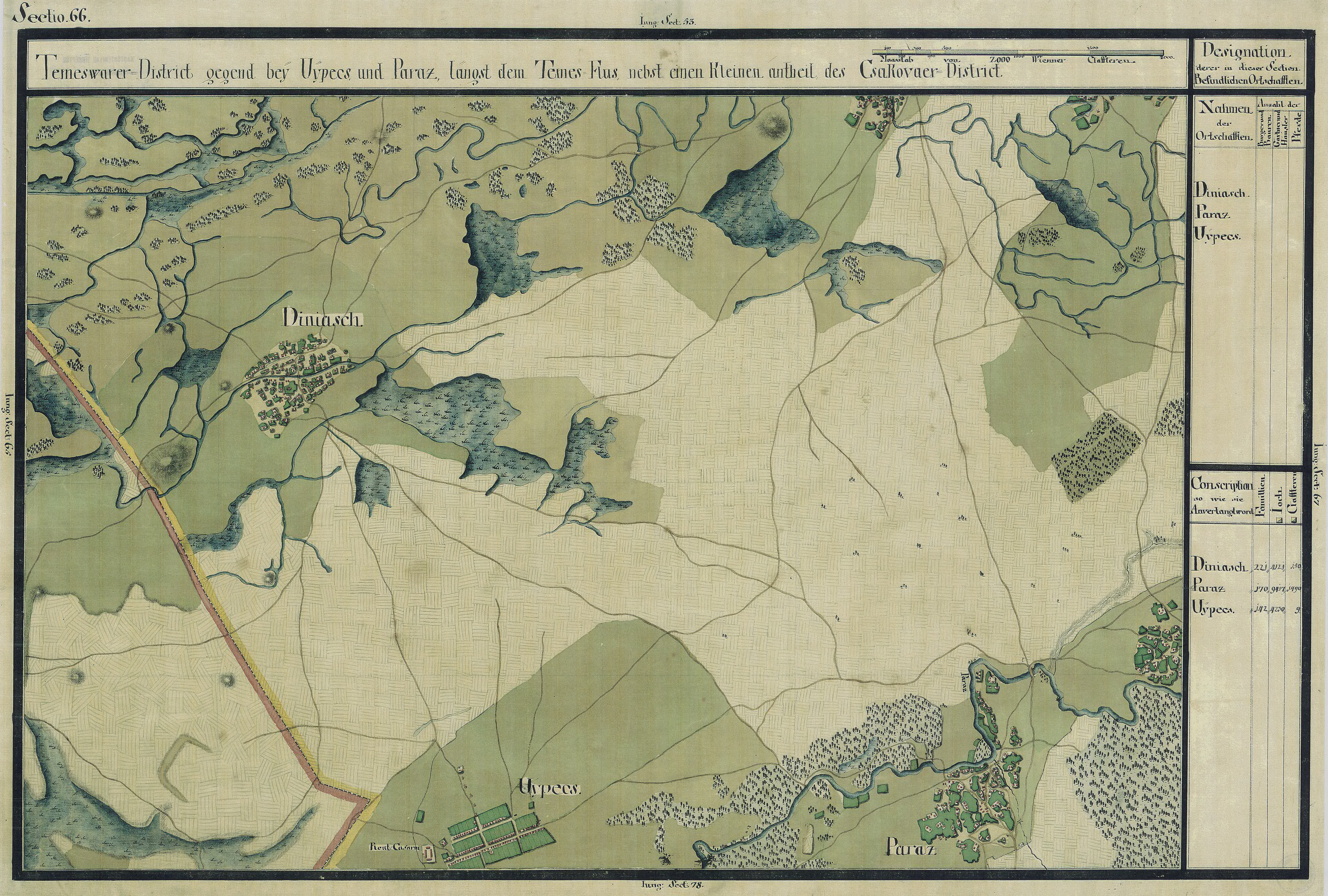
Újpécs egy régi katonai térképen

Újpécs (románul: Peciu Nou, németül Neupetsch, szerbül Ulbeč) település Romániában, a Bánátban, Temes megyében.

## Fekvése
Temesvártól délnyugatra, a Temes folyó jobb partján, Torontálgyülvész és Torontáldinnyés közt fekvő település.

## Története
Újpécs nevét 1333-ban említette először oklevél Veybech néven. 1334-ben Wybech, 1335-ben Vybech, 1806-ban Új Pécs, 1828-ban Új Péts, 1851-ben Új-Pécs-nek írták.
Újpécs egykor kamarai birtok volt. Neve szerepelt az 1332-1337 évi pápai tizedjegyzékben is, tehát ekkor már egyháza is létezett. 1401-1406 között királyi birtok volt, és már mint város volt említve. A török időkben elpusztult és csak 1720-1730 körül népesedett be újra. Ekkor gróf Mercy német telepeseket telepített le itt. 1779-ben Torontál vármegyéhez csatolták. A feljegyzések szerint ekkor egy lovasezred állomásozott itt, kaszárnyája fel is van tüntetve egy 1783-as térképen. 1788-ban a törökök egy hadjáratuk során újból elpusztították, de ismét újranépesült.
1812-ben hetivásárok, 1823-tól pedig országos vásárok tartására is szabadalmat nyert. A 19. század első felében járási székhely is volt. Az 1848–49-es forradalom és szabadságharc őszi hadjárata során egy ideig Kiss Ernő honvéd tábornok hadai is állomásoztak a településen.
1910-ben 2442 lakosából 2220 német, 660 román, 99 magyar, 60 szerb volt. Ebből 2284 római katolikus, 115 görögkeleti ortodox volt. A trianoni békeszerződés előtt Torontál vármegye Párdányi járásához tartozott.

### Az első világháború után
1951-ben 229 bánáti sváb lakosát deportálták a Bărăganra.

## Közlekedés
A települést érinti a Temesvár–Torontálkeresztes-vasútvonal.

## Nevezetességek
- Római katolikus temploma 1776-ban épült.